# Adiscodiaspis ericicola
Adiscodiaspis ericicola är en insektsart som först beskrevs av Élie Marchal 1909.  Adiscodiaspis ericicola ingår i släktet Adiscodiaspis och familjen pansarsköldlöss. Inga underarter finns listade i Catalogue of Life.